# Чэн Яньцю
Чэн Яньцю (кит. трад. 程硯秋, упр. 程砚秋, пиньинь Chéng Yànqiū; 1 января 1904, Пекин, Империя Цин — 9 марта 1958, Пекин, КНР) — китайский актёр, исполнитель ролей женского амплуа «дань» в пекинской опере.
Вместе с Мэй Ланьфаном, Шан Сяоюнем и Сюнь Хуэйшэном Чэн Яньцю известен как один из Четырёх великих дань золотой эры пекинской оперы.
Изначальное имя — Чэн Линь (кит. 承麟, пиньинь Chéng Lín).

## Биография
Родился 1 января 1904 года в Пекине в государстве Великая Цин в бедной семье.
Осваивать мастерство пекинской оперы начал в возрасте шести лет с изучения мужского амплуа шэн. Впоследствии начал изучать женское амплуа дань, в котором прославился.
Впервые выступил на сцене в 11 лет. Наиболее активный творческий период Чэн Яньцю был с 1919 по 1930-е годы, с середины которых он начал посвящать больше времени преподавательской деятельности.
Неоднократно выезжал в Европу для изучения западной оперы.
В 1957 году вступил в КПК.
9 марта 1958 года в 20 часов 20 минут умер от инфаркта миокарда. Он ушёл первым из знаменитой четверки великих дань золотой эры пекинской оперы.

## Память
- В Пекине открыт Дом-музей Чэн Яньцю[5].